# 渤海格鳞虫
渤海格鳞虫（学名：Gattyana pohaiensis）为多鳞虫科格鳞虫属的动物，是中国的特有物种。分布于黄海等海域，一般栖息于黄海潮间带、潮下带泥沙滩。